# Українсько-африканський ренесанс
Українсько-африканський ренесанс — умовна назва на позначення політико-дипломатичних зусиль України щодо налагодження відносин з державами Африки, починаючи з 2022 року. Термін був вперше застосований Міністром закордонних справ України Дмитром Кулебою в жовтні 2022 року.

## Зміст
Концептуальне підґрунтя українсько-африканського ренесансу фактично було закладене розробленою МЗС України Стратегією розвитку відносин України з державами Африки. До її впровадження Африка згадувалася в програмних і стратегічних документах органів державної влади України лише побіжно, зазвичай вкупі з регіоном Близького Сходу. Попри дату ухвалення Стратегії, 14 січня 2022 року, початок повномасштабної агресії РФ визначив розширення географії підтримки України в контексті війни ключовим завданням її оновленого підходу до розбудови відносин з державами Африки.
До ключових кроків на втілення українсько-африканського ренесансу належать призначення Максима Субха Спеціальним представником України з питань Близького Сходу та Африки, чотири африканських турне Міністра закордонних справ України Дмитра Кулеби та африкансько-близькосхідне турне новопризначеного міністра Андрія Сибіги, започаткування діяльності впродовж 2023-2025 років посольств України в Гані, ДРК, Кот-д'Івуарі, Мозамбіку, Ботсвані, Руанді, Мавританії та Танзанії, що збільшило загальну кількість дипломатичних представництв України на континенті з 10 до 18.

## Значення
Попередніми результатами заходів в умовних межах українсько-африканського ренесансу стали набуття контактами між Україною та державами Африки на найвищому та високому рівнях системності та регулярності, розширення міжпарламентського та міжвідомчого, з органами окремих держав та інтеграційних об'єднань Африки, співробітництва.
Активізація африканського напрямку зовнішньої політики України на тлі залежності африканських економік від наслідків російсько-української війни для світових ринків дозволила збільшити ступінь взаємної залученості України та Африки у подолання безпекових викликів одна одної. Зокрема, держави Африки склали більшість серед набувачів продовольчої допомоги в рамках гуманітарної ініціативи «Зерно з України». Свідченням зростання інтересу Африки до України став також візит президентів Сенегалу, Коморських Островів, ПАР і Замбії, а також Прем'єр-міністра Єгипту до Києва 16 червня 2023 року з метою презентації свого бачення завершення російсько-української війни. Водночас кількість африканських держав, які підтримали Спільне комюніке про основи миру за результатами Саміту щодо миру в Україні сягнула 14.